# Charvatce (Martiněves)
Charvatce jsou vesnice, část obce Martiněves v okrese Litoměřice v Ústeckém kraji. Nachází se jeden kilometr jižně od Martiněvsi. Charvatce leží v katastrálním území Charvatce u Martiněvsi o rozloze 3,66 km².
Sousedí s vesnicemi Martiněves, Radešín a Mšené-lázně a leží osm kilometrů jihozápadně od Roudnice nad Labem, která je spádovým městem.

## Historie
Nejstarší písemná zmínka pochází z roku 1301. Charvatce byly odjakživa uváděny jako zemědělská vesnice. Charvatce vždy byly pro mj. Martiněves, Pohořice a Radešín farní obcí. Veškerý církevní život obyvatel se tedy soustřeďoval právě zde. Také právě proto jsou hlavními dominantami obce sakrální stavby.
Obě světové války do života v obcích nějak zvlášť nezasáhly. Ovšem doba po únoru 1948 obec více zasáhla. V této době též vzniklo v obci Jednotné zemědělské družstvo. Oproti sousedním obcím zde nebyl tak velký počet sedláků, takže nedošlo k velkému vystěhovávání.
O několik let později byly k družstvu připojeny ty v Martiněvsi a v Radešíně. To se tak postupně rozvíjelo a vzniklo několik zemědělských areálů. Největší byl velkokapacitní kravín směrem k Radešínu. JZD mělo vliv na většinu vývoje obce a pracovala v něm převážná část obyvatel. V té době byla velká část ulic vydlážděna, byly vybudovány chodníky a další infrastruktura. Po rozpadu družstva po roce 2000 působí v obci už jen několik soukromých farem.
Po roce 2000 se rozvoj soustředil do výstavby několika rodinných domů. Nejvíce jich vzniklo nedaleko lesa v západní části směrem na Mšené – lázně.

### Významné stavby v obci
Nejvýznamnější a nejrozsáhlejší stavbou v obci Charvatce je nově zrekonstruované průmyslové logistické centrum CharLog. Tento objekt pokrývá plochu 8 000 m² a nachází se na pozemku o rozloze 16 000 m². Centrum je navrženo s ohledem na úsporu energií a plní kritéria udržitelnosti dle principů ESG, k čemuž přispívá také fotovoltaická elektrárna s výkonem 0,98 MW, která je jeho součástí. Zdroj: charlog.cz

#### Živnosti

##### Továrna na len
V roce 1926 byla založena nad mšenskými lázněmi První podřipská továrna na zpracování surového hedvábí, místními označována jako „broukárna“. Založena byla posledním účetním akciového cukrovaru ve Mšeném panem Mansfeldem. Ovšem on za pár let upadl do konkurzu, takže převzala továrnu Rolnická záložna v Roudnici nad Labem. Továrna pak chvíli nebyla v provozu, až byla roku 1936 prodána p. Pospíšilovi, který provoz obnovil. Měla název První podřipská továrna na zpracování surového hedvábí ve Mšeném lázních. Pak se změnil název na Charvatce. V současné době již budova neslouží svému účelu a je v soukromém vlastnictví.

##### Obchody
V Charvatcích byl koloniální obchod v čp. 27 (obchod pana Heislera). Nacházel i se tu výčep lihovin a trafika.

##### Hostince
V obci byly dva. První v čp. 3 (U Presslerů), který byl později přestavěn na dnešní kulturní dům. Další byl v čp. 32 (U Gromanů)
V roce 1927 byla uvedena v čp. 68 do chodu autodoprava. Z počátku byly ve vozovém parku pouze autobusy, později se přidaly i nákladní automobily. Zanikla okolo roku 1932 pro nadbytečnost, neboť začal provoz státního autobusu přes Charvatce na Prahu.

## Přírodní poměry
Charvatce leží v rovinatém kraji zvaném Podřipsko, jehož dominantou je hora Říp. Nachází se nedaleko hranic ústeckého a středočeského kraje. Oblast Podřipska patří mezi nejteplejší v celé České republice. Srážky v této oblasti jsou částečně ovlivněny srážkovým stínem severních pohoří průměrně zde spadne okolo 500 milimetrů srážek ročně.
Okolo obce je velmi rozdílný typ krajiny. V jižní, východní a částečně i severní straně katastrálního území nejsou žádné lesy, převažujícím půdním typem jsou karbonátové černozemě na spraších, pod nimiž jsou jíly, a proto je veškerá půda je pro svou vysokou bonitu využívaná k zemědělství. U Martiněvsi je nejvyšší místo s max. kótou 270 metrů.
Naopak v celé západní části jsou převážně smíšené lesy a terén je velmi členitý díky Močidelskému údolí, kterým od Mšených – lázní protéká Mšenský potok. Směrem k údolí jsou rovněž i louky a je zde malý rybníček. V samotné obci není vodní plocha žádná, protože leží na skalním podloží tvořeném převážně z opuky a podzemní voda se vyskytuje desítky metrů hluboko. Opuka byla i hojně využívána jako stavební materiál, který byl spolu s pískovcem nejdostupnější a naprostá většina starší zástavby má tuto skladbu.
S vodní erozí díky zalesnění velké části svahů nejsou velké problémy, ovšem k Martiněvsi a Radešínu je větším problémem větrná eroze. V zimě jsou zde běžné sněhové závěje, které pak komplikují dopravu.
Z nejvyššího bodu za vsí je možný také široký rozhled z jihu na převážnou část Kladenska, Mělnicka až na okraj Prahy a ze severu na téměř celé České středohoří včetně části Krušných hor.

## Obyvatelstvo
Počet obyvatel narůstal nejvíce v období od druhé poloviny 19. století a maxima dosáhl na počátku 20. století, kdy pro celou Martiněves přesáhl číslo 320. V první světové válce muselo narukovat několik desítek mužů do armády. Jejich památku oslavuje pomník padlých. Po druhé světové válce ovšem došlo postupnému mírnému úbytku obyvatel. Přesto se v obcích za první republiky snadno uživilo několik prodejen všeho druhu včetně několika hostinců. Oproti sousedním vesnicím se tak počet obyvatel tolik nezměnil. Naprostá většina obyvatel po vzniku JZD pracovala právě zde a také jako v případě Radešína nedošlo k vystěhovávání sedláků a jejich rodin. Sice se postupně počet obyvatel snižoval, ale po roce 2000 se zde (i díky dobré poloze v blízkosti Roudnice nad Labem a hlavně dálnice D8 do Prahy) začaly stavět rodinné domy. Populace se také postupně zvyšuje a nyní již dosahuje hodnot jako v poválečné době. Je zde také nejmenší věkový průměr ze všech místních částí obce Martiněves. Navíc zde nežije oproti sousedním vesnicím tolik chalupářů.
|           | 1869 | 1880 | 1890 | 1900 | 1910 | 1921 | 1930 | 1950 | 1961 | 1970 | 1980 | 1991 | 2001 | 2011 | 2021 |
| --------- | ---- | ---- | ---- | ---- | ---- | ---- | ---- | ---- | ---- | ---- | ---- | ---- | ---- | ---- | ---- |
| Obyvatelé | 211  | 269  | 257  | 277  | 295  | 317  | 323  | 221  | 236  | 240  | 212  | 198  | 203  | 225  | 247  |
| Domy      | 37   | 44   | 49   | 49   | 55   | 62   | 74   | 77   | —    | 68   | 64   | 77   | 83   | 85   | 91   |

## Samospráva
Historický vývoj obce je úzce spjatý s vývojem sousední Martiněvsi a Pohořic. Spojení s Martiněvsí dokládají i císařské otisky, kdy byly všechny tyto obce pod společným katastrálním územím a měly také společného majitele (rod Kinských). Rovněž obecní zastupitelstvo bylo ustanoveno jako společné pro Charvatce, Martiněves a Pohořice. Avšak za první republiky se dne 19. března 1926 Charvatce odloučily a staly se obcí a ta do roku 1960 hospodařila samostatně. Roku 1960 se opět sloučila s Martiněvsí, jelikož vzniklo i společné JZD se sídlem v Charvatcích. To v podstatě po celý socialismus neformálně vládlo obci a určovalo směr, kterým se obec ubírala. To dokládá například výstavba kulturního domu hned za kostelem nebo bytové domy na severním okraji. Po té už se nikdy Charvatce neodloučily a zůstaly součástí Martiněvsi.
Do komunistické reformy v roce 1948 patřily Charvatce do středních Čech, od té doby je součást severních Čech. Z církevního hlediska patří stále do farnosti Budyně nad Ohří v pražské arcidiecézi.

### Územněsprávní členění
- od středověku do 1714 – Slánský kraj
- 1714–1850 – Rakovnický kraj (sídlo Slaný)
- 1850–1855 – Pražský kraj, politický okres Roudnice nad Labem, soudní okres Libochovice
- 1855–1862 – Litoměřický kraj, politický okres Roudnice nad Labem, soudní okres Libochovice
- 1862–1939 – Země Česká, politický okres Roudnice nad Labem, soudní okres Libochovice
- 1939–1942 – Země Česká, Oberlandrat Mělník, politický i soudní okres Roudnice nad Labem[12]
- 1942–1945 – Země Česká, Oberlandrat Praha, politický i soudní okres Roudnice nad Labem[13]
- 1945–1948 – Země Česká, politický okres Roudnice nad Labem, soudní okres Libochovice
- 1948–1960 – Ústecký kraj, okres Roudnice nad Labem
- 1960–2001 – Severočeský kraj, okres Litoměřice
- od 2001 – Ústecký kraj, okres Litoměřice, ORP Roudnice nad Labem

## Hospodářství a doprava
Stejně jako v ostatních místních částech obce i zde mají lidé k dispozici základní občanskou vybavenost. Veřejná knihovna je společně s několika provozovnami v budově bývalé školy. Dětem slouží od roku 2014 před kulturním domem dětské hřiště. V obci je provozovna řeznictví a uzenářství. K řeznictví přímo přiléhají jatka, která dříve provozovalo JZD. Dále je v provozu již zmíněné kadeřnictví také v budově bývalé školy. Posedět si lze v místním pohostinství. Hostinec je součástí kulturního domu, kde je sál, jídelna a velká kuchyně, kde se pořádají ve velkém svatební hostiny a je majetkem obce. V roce 2007 prošly sál a sociální zařízení rekonstrukcí. V obci provozuje svou živnost umělecký kovář, dále v bývalém panském dvoře působí zdejší soukromá zemědělská firma.
Obec má kompletní vybavení veřejnými sítěmi.
Elektrifikace obce proběhla ve dvacátých letech 20. století. Ještě za socialismu byly rozvody proudu umístěny pod zem.
V roce 1964 byl položen obecní vodovod. Trubky byly původně z azbestocementu, v roce 2009 byla část při stavbě kanalizace vyměněna za plast. Voda je dopravována z úpravny v Brníkově do vodojemu o objemu 150 m³ u Martiněvsi a dále do všech místních částí obce Martiněves. Do roku 2014 byla voda jímána v nedalekém Močidelském údolí, postupně ale přestala být nezávadná a byla propojena s vodovodem ve Mšených lázních, což umožnilo využít vodu právě z Brníkova. Vodovod zásobuje 100 % obyvatel.
Od počátku devadesátých let 20. století byla snaha vybudovat plynofikaci, to se podařilo až v roce 1998.
Splašková kanalizace byla vybudována v roce 2009. Splašky z obce jsou gravitačně dopraveny do ČOV Mšené-lázně.
V okolí prochází také vedení nadregionálního významu. Jedná se o VVTL plynovod Hospozín – Čížkovice DN 300, který prochází přímo místním katastrem.
Obcí prochází dvě silnice III. třídy. Komunikace jsou v dobrém stavu, ta na Radešín prošla v roce 2014 rekonstrukcí.
- III / 23927 – spojuje Charvatce a Radešín a pokračuje do Kmetiněvsi na II/239 (směr Velvary)
- III / 23741 – spojuje vesnici s Martiněvsí s Mšenými-lázněmi (směr Roudnice nad Labem a dálnice D8)

Dopravu pro občany zajišťuje pouze autobusová doprava, neboť železniční byla v prosinci 2006 zrušena. V současnosti (od 2015) zde projíždí turistická linka Podřipský motoráček z Roudnice do Libochovic o víkendech a svátcích od dubna do října. Obslužnost obce zajišťuje kraj v rámci integrovaného systému DÚK (Doprava Ústeckého kraje). Dopravní obslužnost je kvalitně zajištěna v pracovních dnech i o víkendech. Několika přímými spoji denně tam a zpět v pravidelných intervalech se lze dopravit do Roudnice nad Labem, Libochovic, Lovosic, Loun a Litoměřic; s jedním přestupem i do Slaného a Prahy.

## Spolky
V roce 1901 byl v Charvatcích založen Spořitelní záložní spolek pro Charvatce a okolí. Podobný spolek ovšem pod názvem Raiffeisenka vznikl i v Radešíně. Počet členů spolku časem výrazně vzrostl, ale většinu členů tvořili občané Martiněvsi a Pohořic. Proto byl spolek přestěhován posléze do Martiněvsi a přejmenován na Spořitelní a záložní spolek pro Martiněves a okolí.
Dále vznikl i sbor dobrovolných hasičů, ovšem až v roce 1926, kdy došlo k odtržení obce od Martiněvsi.

## Pamětihodnosti

### Kostel Nanebevzetí Panny Marie

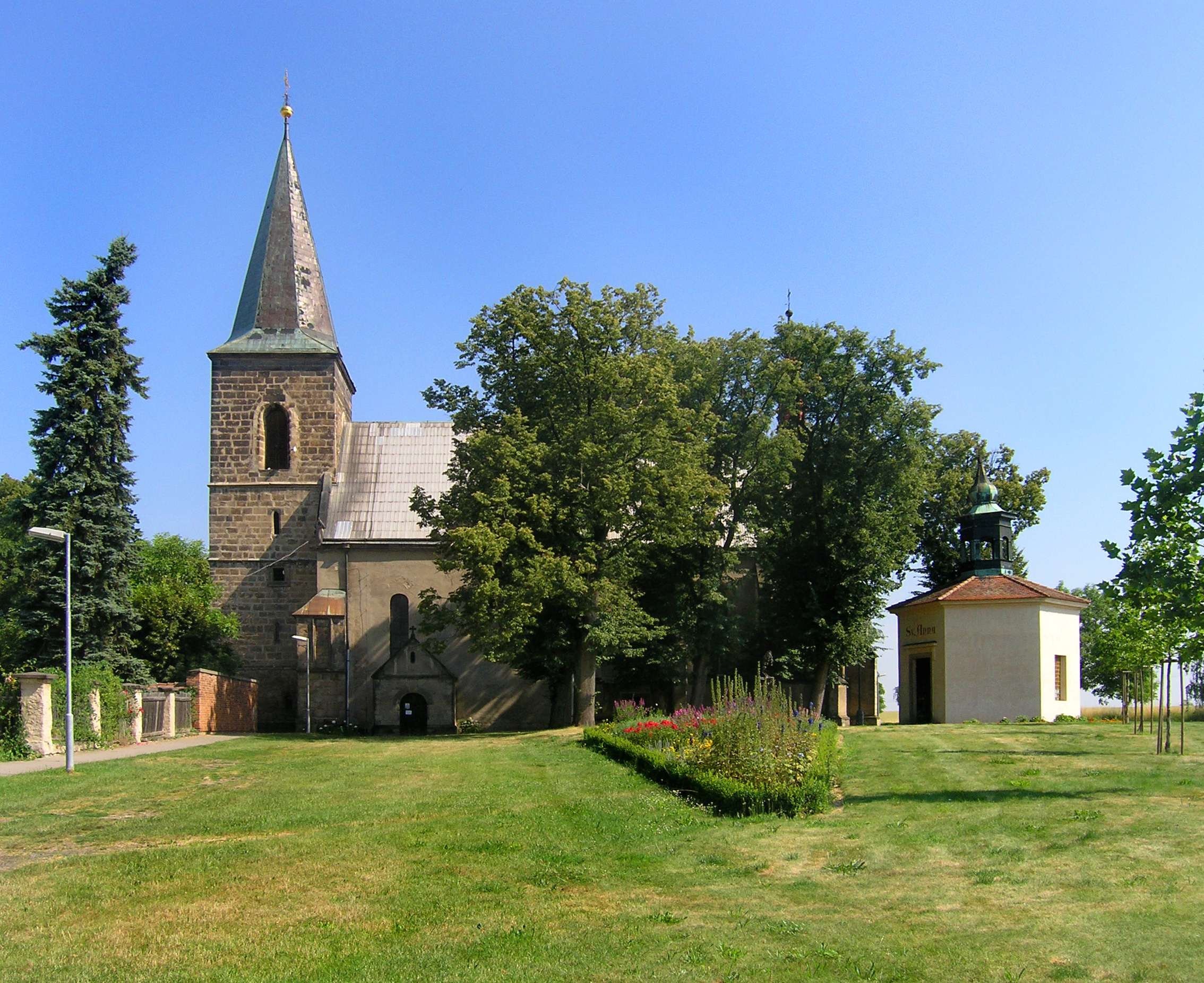
Kostel Nanebevzetí Panny Marie

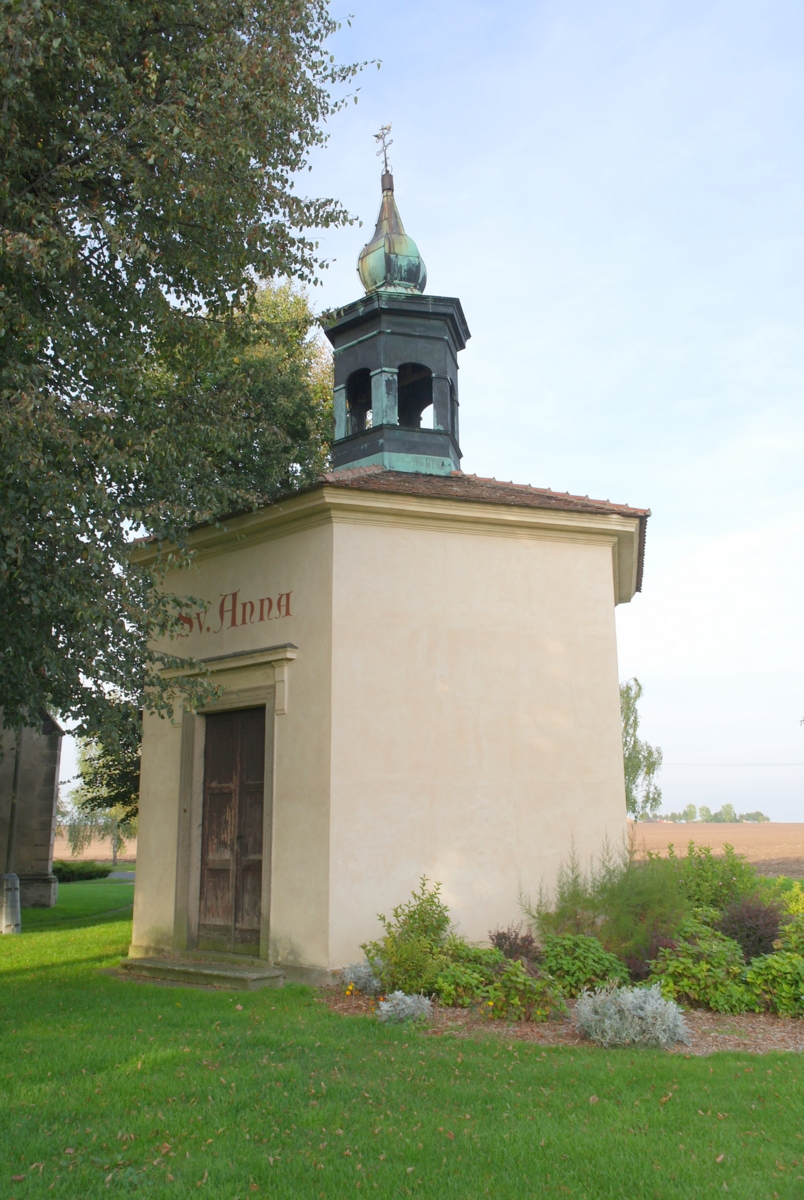
Kaple svaté Anny

Kostel pochází z poloviny 13. století. Původně románský, věž a presbytář jsou gotické a pocházejí z doby okolo roku 1830. Barokní úpravy byly na kostele prováděny v 17.–18. století, ty však byly odstraněny v roce 1897, kdy byl kostel regotizován. V 90. letech 20. století byl kostel opraven. Interiéru dále vévodí kamenný náhrobek Viléma z Illburka (majitel zdejšího panství v letech 1438–1489) z roku 1489 s vysokým reliéfem rytíře ve zbroji. Exteriéru stavby dominuje hranolová věž, umístěná na západní straně kostela. Kostel je využíván k církevním účelům a jsou zde slouženy nedělní mše. Dvakrát do roka se zde pořádají koncerty (podzimní a vánoční).

### Fara

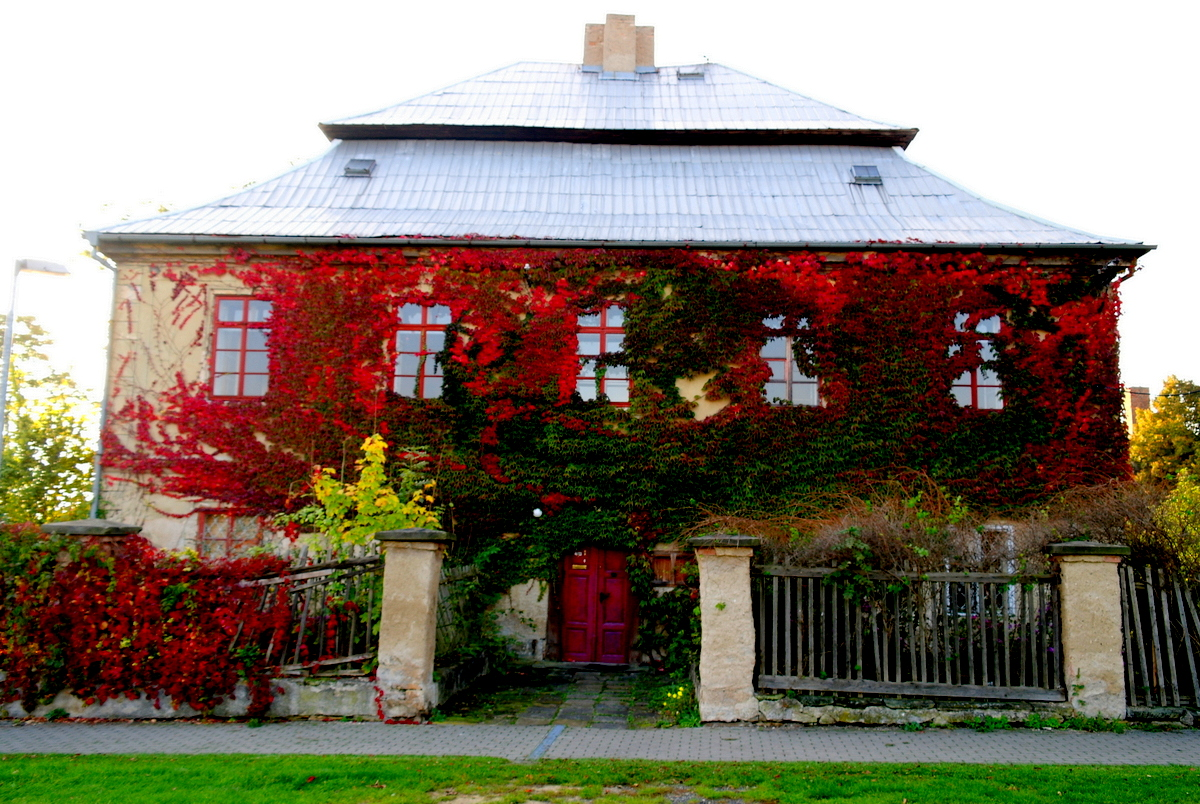
Fara

Jedná se o pozdně barokní stavbu s mansardovou střechou, na klenáku obdélníkových vstupních dveří je patrný letopočet 1778. Současná fara je postavena na místě starší stavby.

### Kaple svaté Anny
Je u kostela. Je pozdně barokní stavbou ze 2. pol. 18. stol. Kaple je jednoduchá se šestibokou centrálou a lucernou. Uvnitř je plochý strop.

##### Pilíře

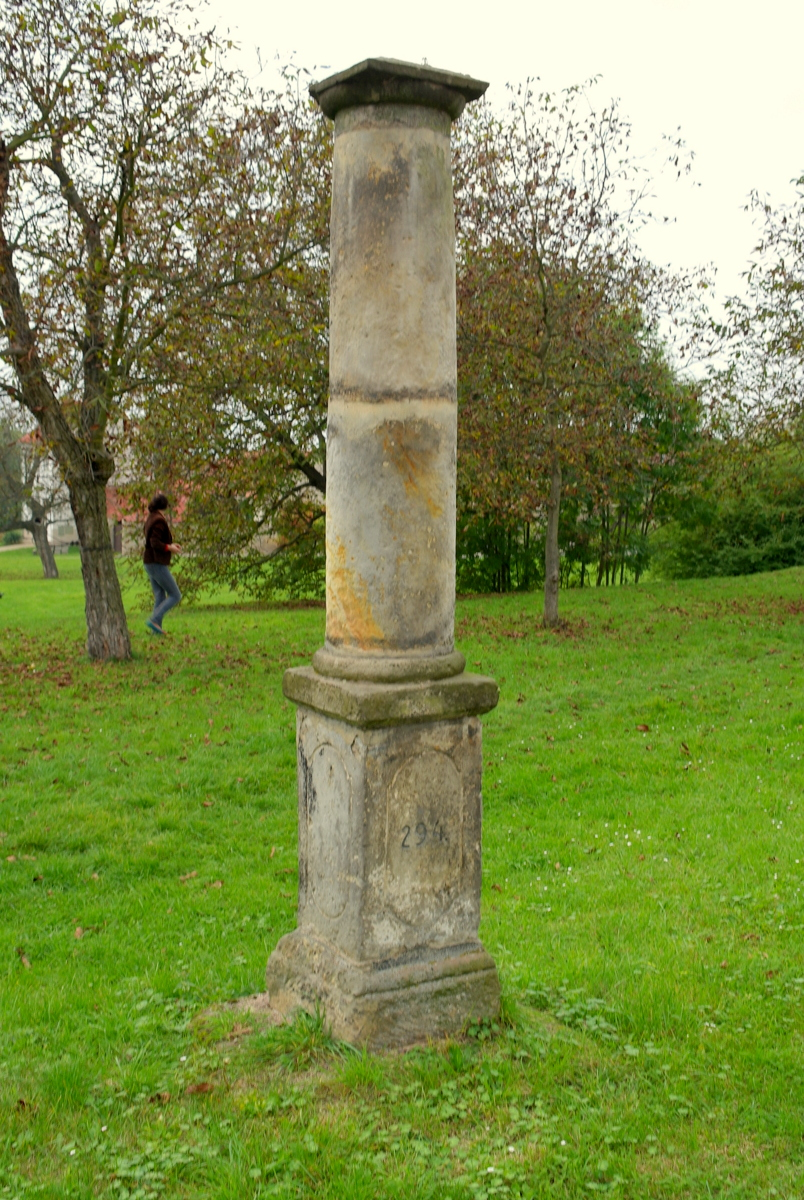
Milník při silnici na Radešín

První je za kostelem, pozdně gotické, kamenný čtyřboký, vyrytý letopočet 1780. Další je na návsi poblíž silnice na Radešín. Je pozdně barokní z 18. století. Tvoří ho kamenný válcový sloupek na čtyřbokém podstavci, na vrcholu je křížek s Kristem. Třetí je při silnici k Martiněvsi a je rovněž barokní z 18. století. Křížek s Kristem je na cibulovitém soklu a vysokém hranolovitém podstavci.

##### Škola
Další významnou stavbou v obci byla škola. Do ní docházelo žactvo ze všech výše uvedených obcí. Budova během své existence mnohokráte prošla přestavbou i změnou místa. Současná poloha budovy bývalé školy je minimálně třetí. Dnes již neslouží svému účelu (skončila v 70. letech 20. stol), jsou v ní obecní byty a kadeřnictví. Pro místní děti se stala spádovou ZŠ ta ve Mšeném lázních, která byla v letech 2006–2007 zcela opravena a zmodernizována.

##### Panský dvůr
Jako v sousedních obcích, tak i zde statek dokládá, že vznikl za majitele z panství Zlonického. Areál bývalého panského dvora je dnes dobře rozpoznatelný podle udržovaného monumentálního špýcharu nacházejícího se naproti škole. Nad vstupními dveřmi je barevně vyvedený znak Kinských. Další budovy jako vepřín nebo sila vznikly až za dob působení JZD.

##### Hřbitov s kaplí

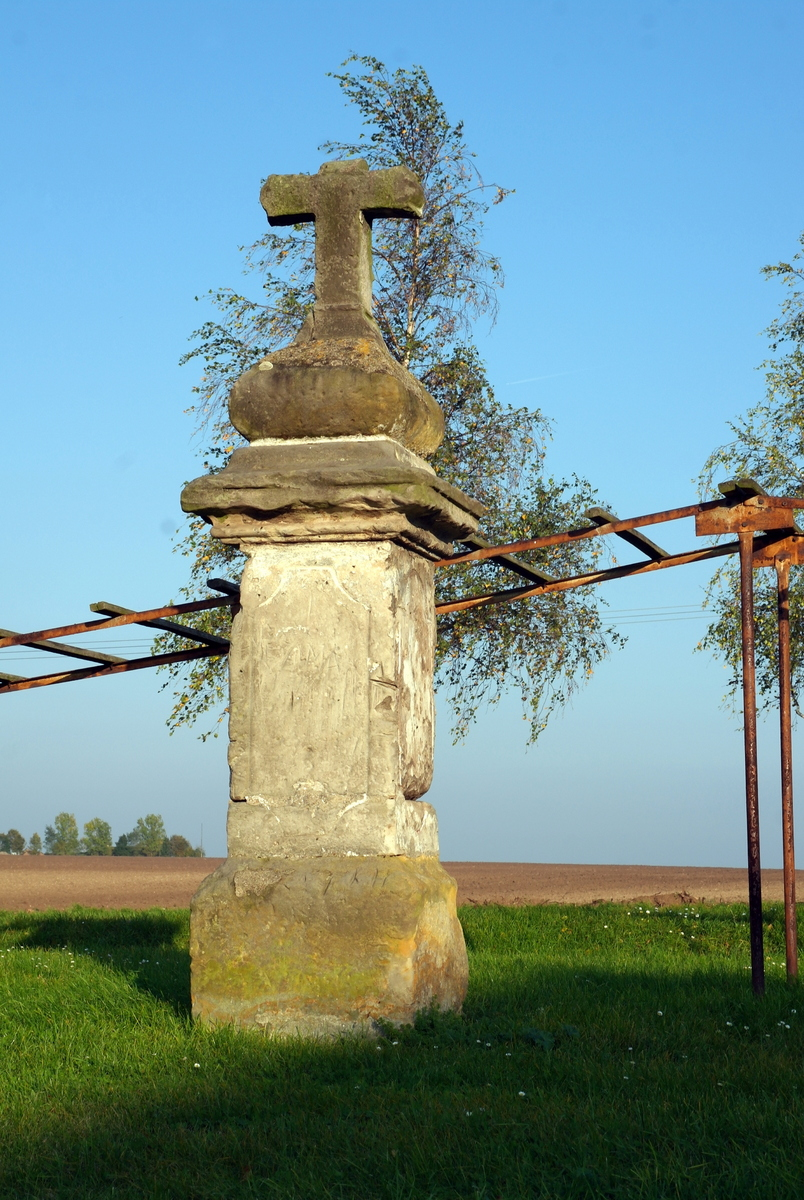
Boží muka u silnice k Martiněvsi

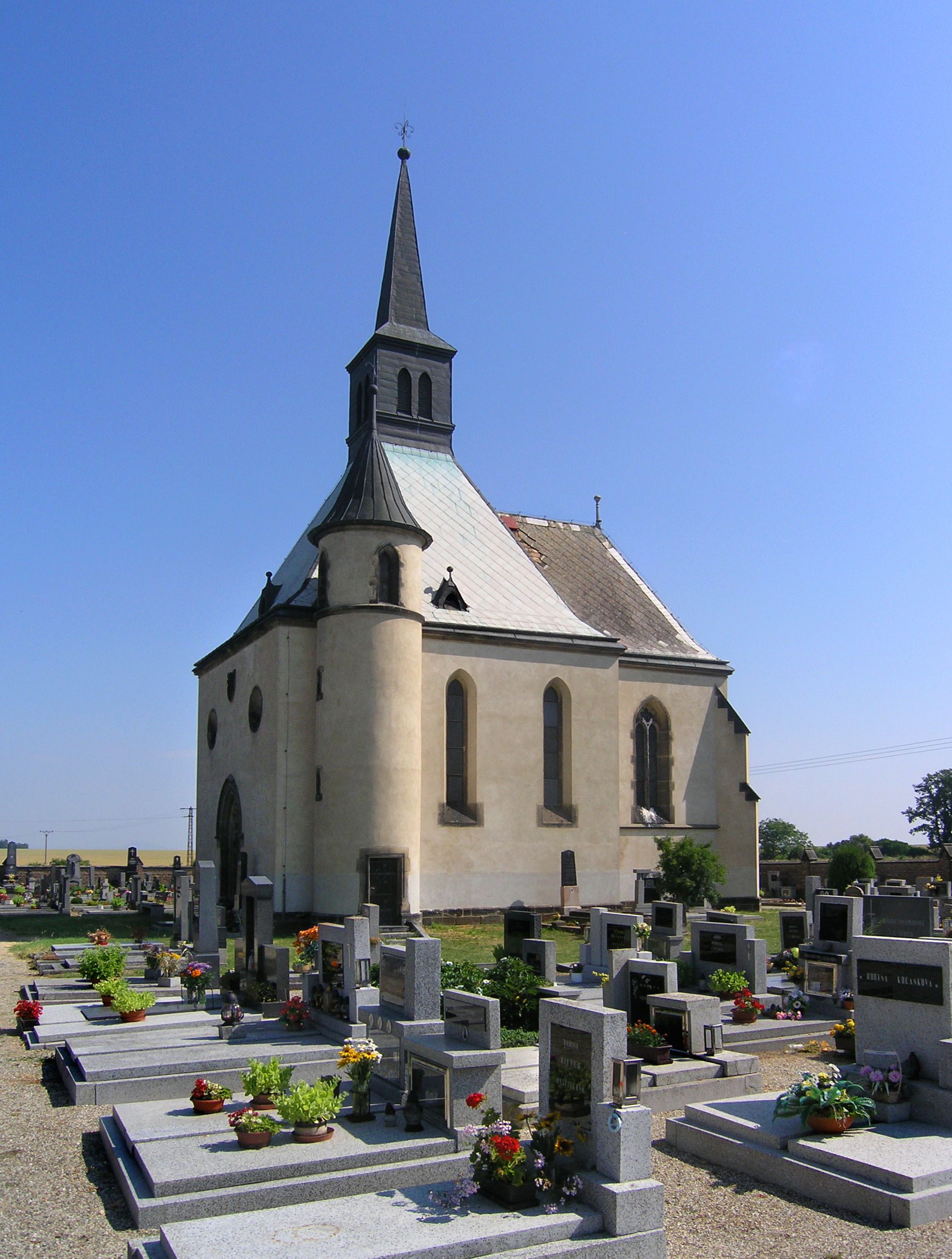
Kaple svatého Prokopa

Za vsí (při silnici na Radešín) se nachází hřbitov s kaplí sv. Prokopa. Hřbitov byl na tomto místě založen roku 1830 (do roku 1830 se rozprostíral okolo kostela) a je společný pro vesnice Charvatce, Martiněves, Pohořice, Radešín, Mšené-lázně a Vrbici. Hřbitov je ze tří stran (severní, východní a jižní) obehnán cihlovou ohradní zdí, ze západní strany je podél silnice kovový plot, jehož součástí je vstupní brána. V roce 2015 byl vstup kompletně zrekonstruován a postupně se bude opravovat celý plot i zeď. Na hřbitově se nachází novogotická kaple sv. Prokopa z roku 1911. Skládá se s čtvercové lodi a výstupku pro presbytář. Napravo od vstupu se nachází schodišťová věžička. Kaple byla v letech 1997–1998 částečně opravena. Hřbitov i kapli vlastní obec Martiněves, která nyní pracuje na její rekonstrukci, aby mohla být rozlučkovou místností, která zde i v okolí chybí.

## Další fotografie

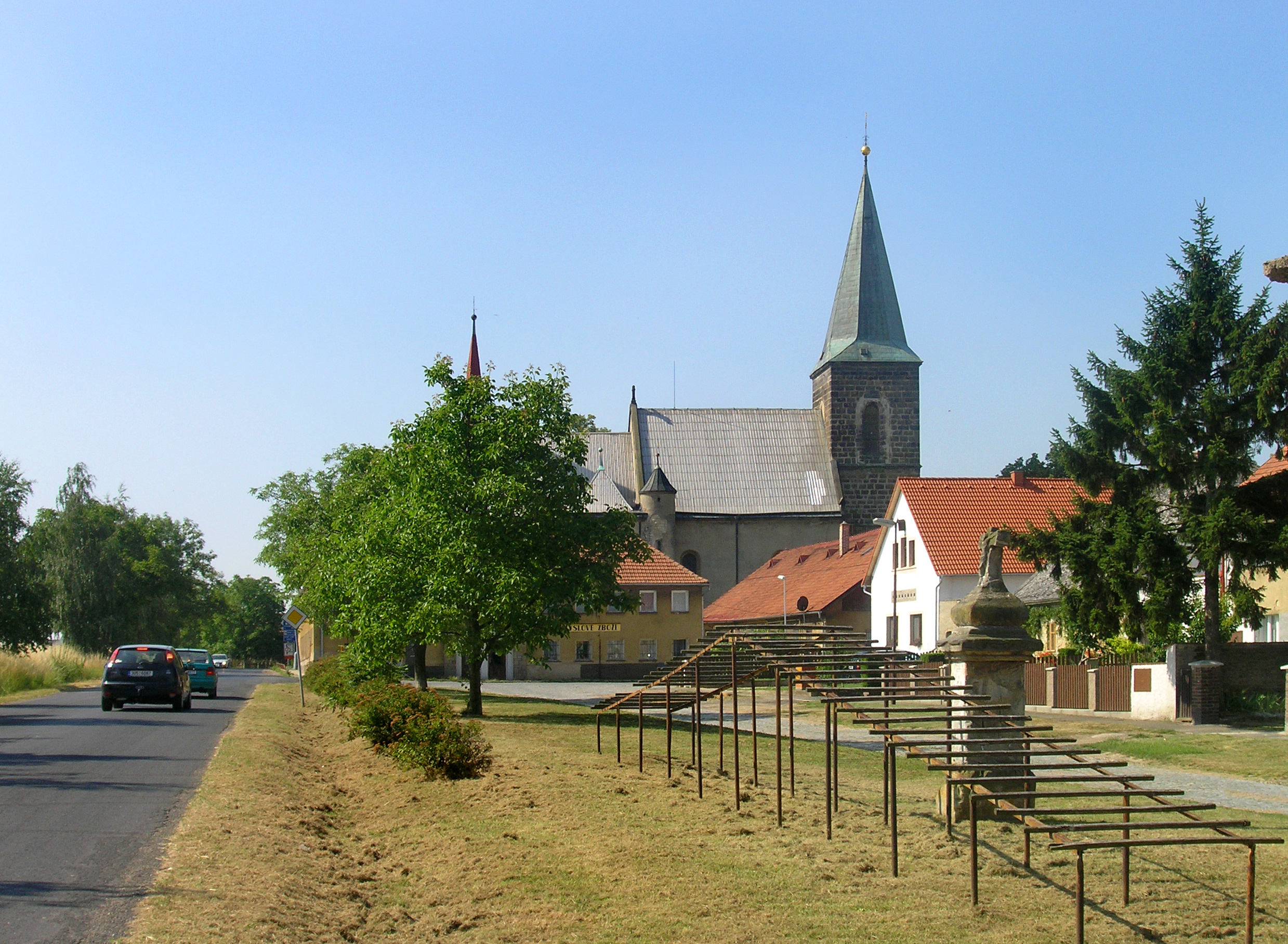
Příjezd od Martiněvsi
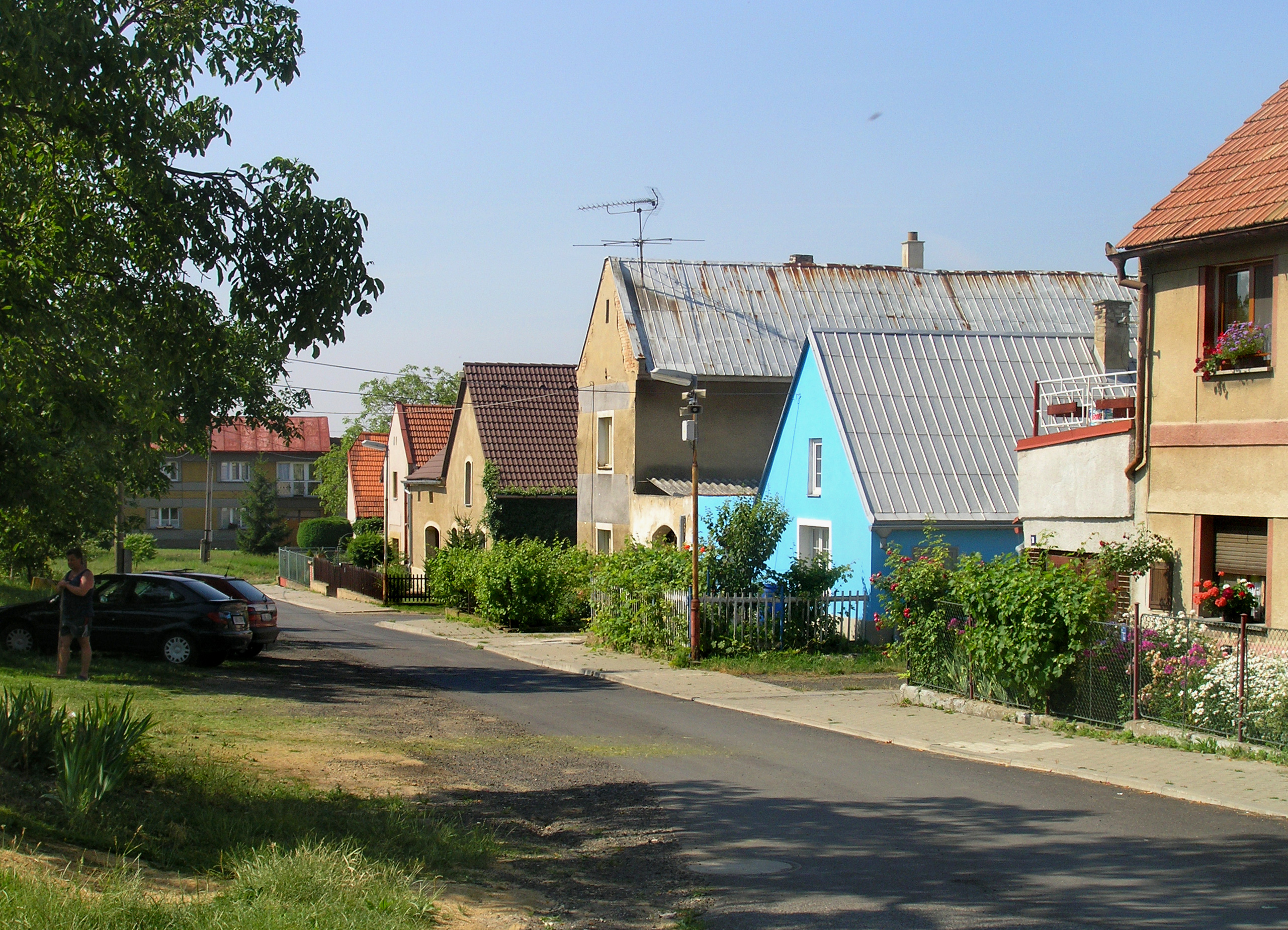
Domky na jižní návsi
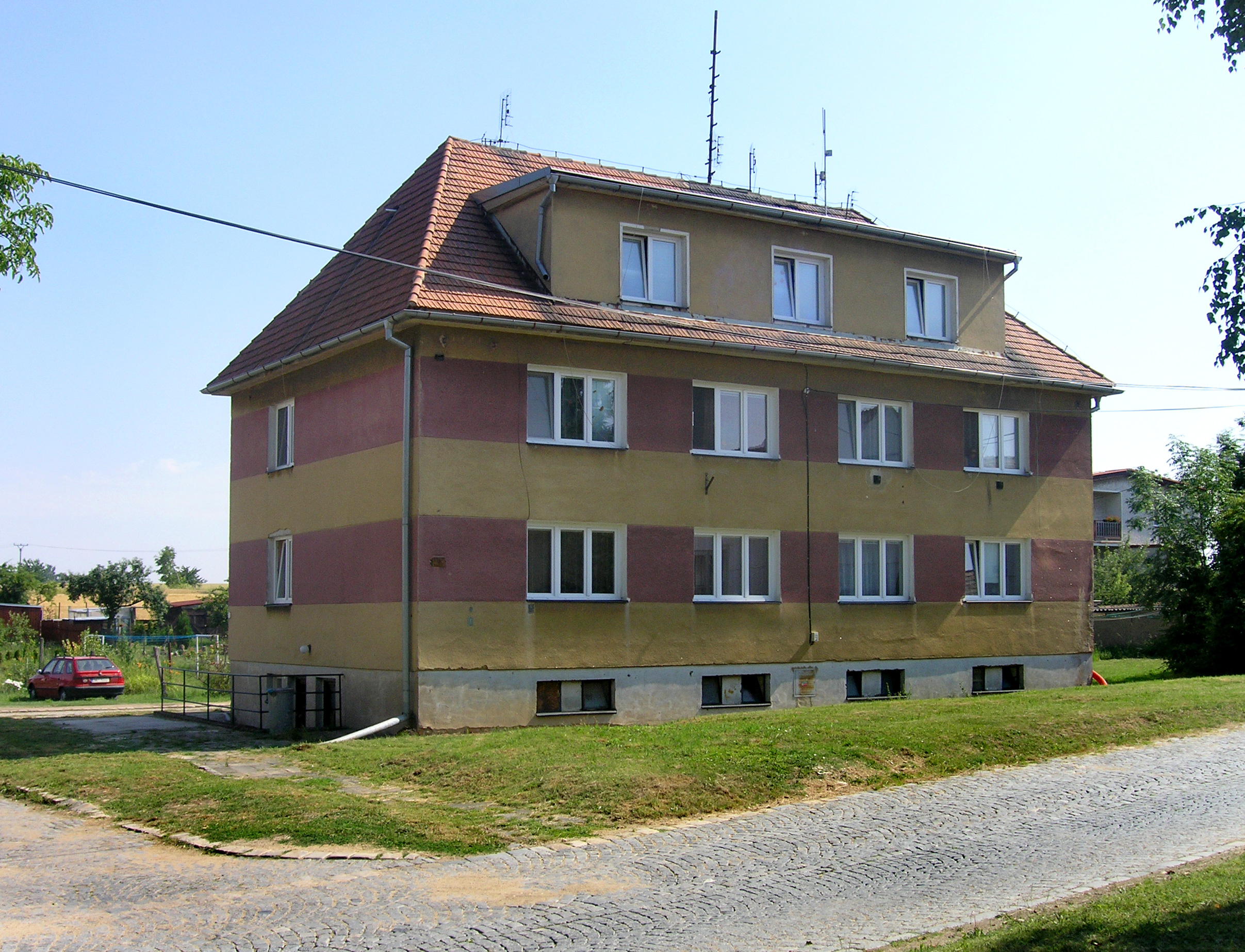
Bytovky na severu vesnice
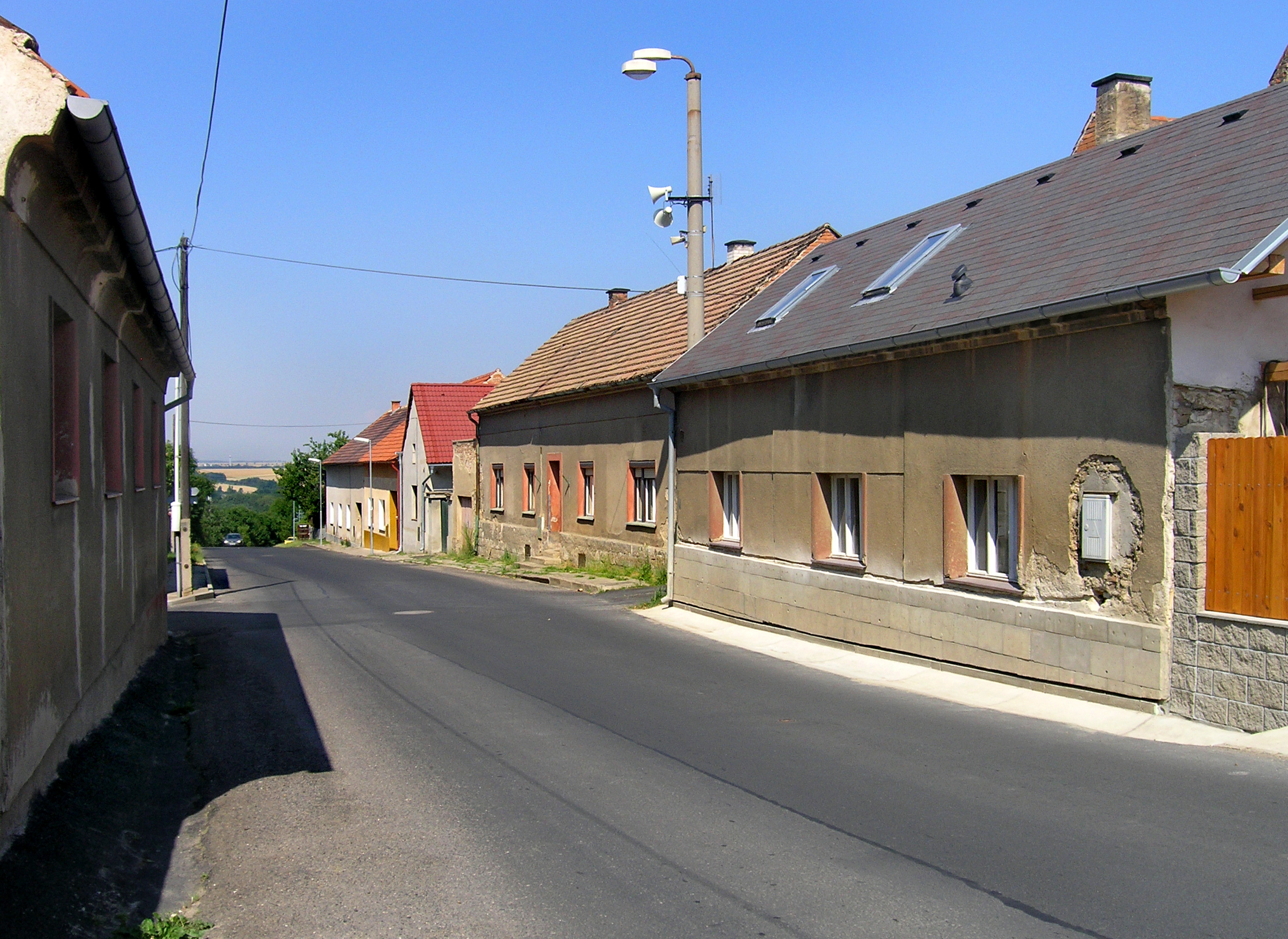
Domy u silnice směrem k lázním Mšené
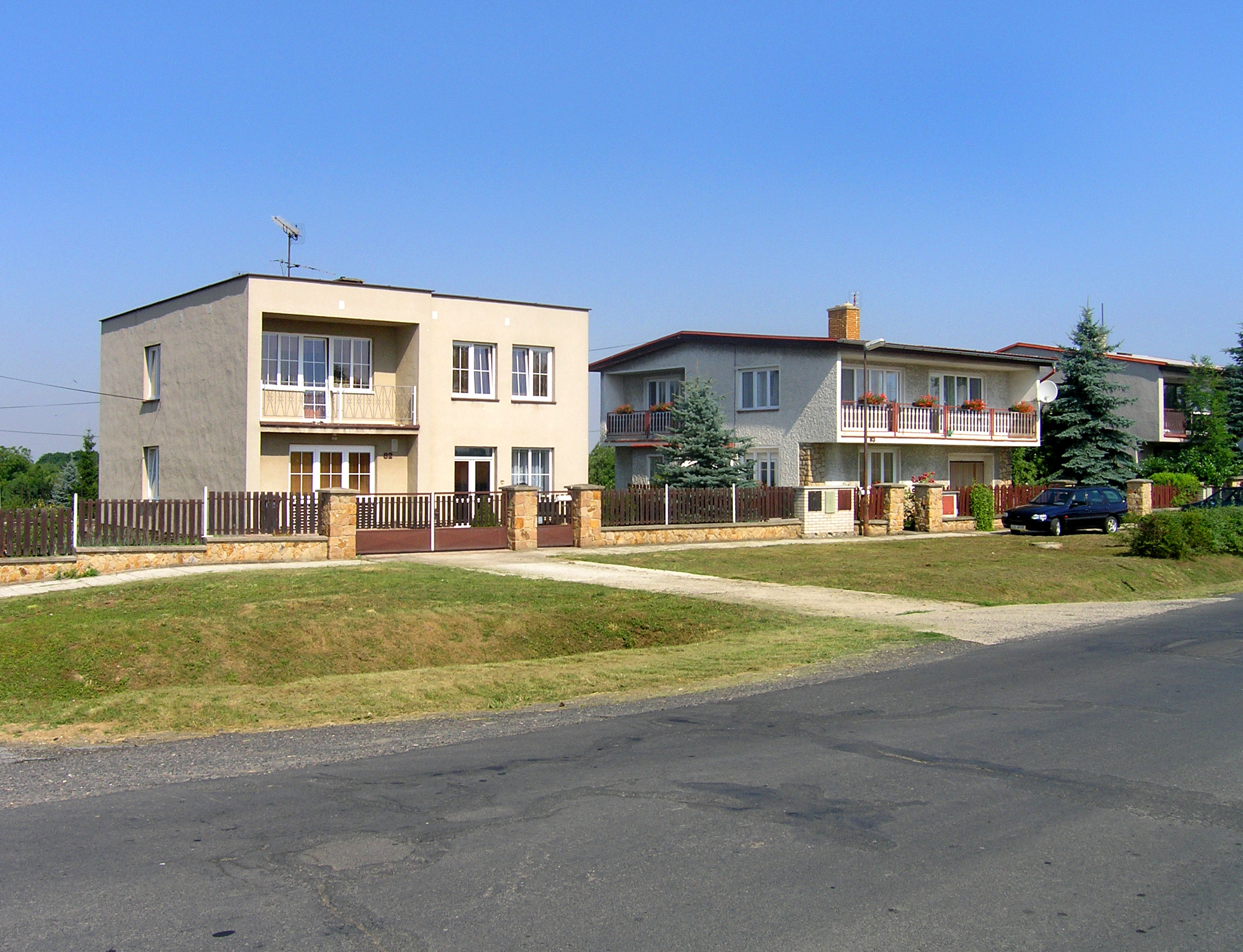
Novější zástavba na severu vesnice